# Boussenac
Boussenac är en kommun i departementet Ariège i regionen Occitanien i södra Frankrike. Kommunen ligger  i kantonen Massat som ligger i arrondissementet Saint-Girons. År 2022 hade Boussenac 243 invånare.

## Befolkningsutveckling
Antalet invånare i kommunen Boussenac
Referens: INSEE